# ISO 3166-2:AE
ISO 3166-2:AE és el subconjunt per als Emirats Àrabs Units de l'estàndard ISO 3166-2 publicat per l'Organització Internacional per a l'Estandardització (ISO) que defineix els codis de les principals subdivisions administratives.
Actualment per als Emirats Àrabs Units l'estàndard ISO 3166-2 està definit per als set emirats que conformen l'estat.
Cada codi consisteix en dues parts, separades per un guió. La primera part és AE, el codi ISO 3166-1 alfa-2 dels Emirats Àrabs Units. La segona part són dues lletres.

## Codis actuals
Els noms de les subdivisions estan llistats com a l'estàndard ISO-3166-2 publicat per part de l'Agència de Manteniment del ISO 3166 (ISO 3166/MA).
| Codi  | Nom de la subdivisió (ar) (BGN/PCGN 1956) | Nom de la subdivisió (ca) | Nom de la subdivisió (ar) |
| ----- | ----------------------------------------- | ------------------------- | ------------------------- |
| AE-AZ | Abū Z̧aby                                  | Abu Dhabi                 | أبو ظبي                   |
| AE-AJ | 'Ajmān                                    | Ajman                     | عجمانّ                     |
| AE-FU | Al Fujayrah                               | Fujairah                  | الفجيرة                   |
| AE-SH | Ash Shāriqah                              | Xarjah                    | الشارقةّ                   |
| AE-DU | Dubayy                                    | Dubai                     | دبي                       |
| AE-RK | Ra's al Khaymah                           | Ras al-Khaimah            | رأس الخيمة                |
| AE-UQ | Umm al Qaywayn                            | Umm al-Qaiwain            | أمّ القيوين                |

Notes
1. ↑  El nom en català no està inclòs a l'estàndard ISO 3166-2.
2. ↑  El nom en àrab escrit en alfabet àrab no està inclòs a l'estàndard ISO 3166-2.

## Canvis
Els següents canvis a l'estàndard han estat anunciat als butlletins per part de l'ISO 3166/MA des de la primera publicació del ISO 3166-2 al 1998:
| Informe                                                                                       | Data publicació | Descripció del canvi          |
| --------------------------------------------------------------------------------------------- | --------------- | ----------------------------- |
| http://www.iso.org/iso/iso_3166-2_newsletter_i-2_en.pdf Arxivat 2012-01-31 a Wayback Machine. | 21-05-2002      | Correcció ortogràfica a AE-RK |
| Informe I-3 Arxivat 2008-12-18 a Wayback Machine.                                             | 20-08-2002      | Correcció ortogràfica a AE-AZ |